# دي سي دي 2 ريكوردز
تسجيلات DCD2 (بالإنجليزية: DCD2 Records)‏ المعروفة سابقا بDecaydance Records هي شركة تسجيلات مستقلة يملكها باتريك ستامب وبيت وينتز من فرقة فول آوت بوي وشركاؤهم، وتقع في مدينة نيويورك. أسست كاسم تجاري لشركة فيولد باي رامن. كانت أول فرقة يجعلها وينتز توقع مع الشركة هي بانيك! آت ذا ديسكو. أعيد تأسيس الشركة سنة 2014 باسم DCD2 Records، وحافظت على الفرق التي كانت ماتزال موقعة مع Decaydance قبل إعادة التأسيس. كانت فرقة New Politics والمغنية Lolo أول الفرق والفنانين الذين يوقعون مع الشركة تحت الاسم الجديد.